# Sagui-dos-kulinas
Sagui-dos-kulinas, antes conhecido como sagui-de-bigode, ocorre a partir da margem direita do rio Juruá até a margem esquerda do rio Tefé, na Amazônia ocidental. O nome escolhido homenageia o povo indígena Kulina, que tem a maior terra indígena dentro da distribuição da espécie. A ponta dos pelos das costas é marrom, enquanto nos outros é laranja. Já o manto (na altura da cintura escapular) tem pelos na coloração amarela. O sagui-dos-kulinas pesa em média 550 gramas e se alimenta de frutos e insetos.